# Ilha de Brocoió
Ilha de Brocoió är en ö i Brasilien.   Den ligger i delstaten Rio de Janeiro, i den sydöstra delen av landet, 900 km sydost om huvudstaden Brasília.
Runt Ilha de Brocoió är det i huvudsak tätbebyggt. Runt Ilha de Brocoió är det mycket tätbefolkat, med 5 021 invånare per kvadratkilometer.